# Người biểu tình vô danh
Người biểu tình vô danh (tiếng Anh: Unknown Rebel, hay còn được gọi Tank Man—có thể dịch là người chặn xe tăng) là biệt danh của một người đàn ông Trung Quốc không rõ danh tính, được biết đến trên khắp thế giới, khi người này được quay phim và chụp hình trong khi đang đứng chặn một đoàn xe tăng, gồm ít nhất là 17 chiếc, rời khỏi Quảng trường Thiên An Môn vào ngày 5 tháng 6 năm 1989, một ngày sau khi quân đội Trung Quốc đàn áp cuộc biểu tình sự kiện Thiên An Môn bằng vũ lực. Khi chiếc xe tăng dẫn đầu đánh lái vòng tránh qua người đàn ông, anh này liên tục di chuyển thay đổi vị trí của mình để cản trở con đường mà chiếc xe tăng cố gắng đi vòng qua anh ta. Vụ việc đã được quay phim và lén đưa lên cho khán giả trên toàn thế giới. Trên bình diện quốc tế, nó được coi là một trong những hình ảnh mang tính biểu tượng nhất mọi thời đại.
Đoạn phim ghi lại cho thấy cảnh người lính lái chiếc xe tăng dẫn đầu tìm cách đi vòng qua người đàn ông này nhưng không thể làm được. Ngày nay, hình ảnh này được sử dụng như một biểu tượng vĩ đại của một cuộc đấu tranh vì dân chủ.
Tháng 4 năm 1998, tạp chí Time xếp người biểu tình vô danh này vào danh sách 100 nhân vật quan trọng nhất của thế kỷ 20.
Năm 2004, một trong những bức ảnh chụp cảnh chắn xe tăng được xếp vào danh sách "100 bức ảnh làm thay đổi thế giới" của tạp chí Life.

## Bối cảnh
Sự kiện diễn ra vào ngày 5 tháng 6 năm 1989 trên đại lộ lớn Trường An (长安大街 Cháng Ān Dà Jiē), cách quảng trường Thiên An Môn, ngay trước Tử Cấm Thành chỉ khoảng một phút đi bộ. Đó là ngày thứ hai của đợt trấn áp đầy bạo lực của chính quyền Trung Quốc đối với những người biểu tình. Người đàn ông này đứng một mình ngay giữa đại lộ lớn để chặn những chiếc xe tăng đang tiến lại gần. Theo như trong bức hình thì anh ta đang mang hai túi xách, mỗi vai một cái. Khi những chiếc xe tăng dừng lại thì anh ta ra dấu cho những chiếc xe tăng này quay đầu lại. Trong khi đó chiếc xe tăng dẫn đầu lại tìm cách đi vòng qua người đàn ông này để tránh anh ta và tiếp tục tiến tới. Đáp lại, người đàn ông di chuyển qua lại theo chiều ngang của đại lộ để tiếp tục chặn đoàn xe này. Sau khi chặn đứng đoàn xe, anh ta đã leo lên chiếc tăng đầu tiên và trao đổi với người lái.
Những điều thuật lại cuộc trao đổi này không được nhất quán: "Tại sao các anh lại đến đây? Thành phố này trở thành một đống hỗn loạn là do lỗi các anh", "Quay đầu xe lại và ngừng ngay việc giết chết nhân dân của mình đi" và "Ra khỏi đây đi". Những đoạn băng video cho thấy những người chứng kiến cảnh này sau đó đã đưa người đàn ông ra khỏi con đường và sau đó anh ta bị cuốn vào đám đông, còn những chiếc xe tăng lại tiếp tục tiến tới. Nhiều người nghi ngờ rằng những người đã đưa người đàn ông này ra khỏi đại lộ là cảnh sát nhưng mặc thường phục. Tuy nhiên điều này vẫn chưa được khẳng định. Một tờ báo của Anh đã nói rằng người đàn ông này đã bị tử hình vài ngày sau sự kiện này. Và điều này cũng chưa có cơ sở để khẳng định.

## Danh tính và số phận
Có rất ít thông tin về nhân thân của người đàn ông này. Một thời gian ngắn sau sự kiện này, tờ báo Sunday Express của Anh đã gọi người này là Wang Weilin (王维林, Vương Duy Lâm), một sinh viên 19 tuổi, người sau này bị buộc tội là "côn đồ chính trị" và "ra sức chống phá Quân Giải phóng Nhân dân Trung Quốc". Tuy nhiên, theo Trung tâm Thông tin về Nhân quyền tại Hồng Kông, nguồn tin này mâu thuẫn với tư liệu nội bộ của Đảng Cộng sản Trung Quốc vốn cho biết họ không thể tìm ra anh ta. Một Đảng viên Đảng Cộng sản Trung Quốc phát biểu: "Chúng tôi không thể tìm ra anh ta. Chúng tôi biết tên anh ta qua báo chí. Chúng tôi đã kiểm tra trên máy tính nhưng không thể tìm ra anh ta trong số những người bị chết hay bị bỏ tù." Có nhiều giả thuyết dấy lên về nhân diện và tung tích của người này.
Có nhiều câu chuyện khác nhau về những gì đến với người đàn ông này sau cuộc biểu tình. Trong bài phát biểu năm 1999, Bruce Herschensohn, trợ lý cũ của Tổng thống Richard Nixon, nói rằng người đàn ông này bị tử hình 14 ngày sau đó. Những nguồn tin khác lại cho rằng anh ta bị xử bắn dưới tay lực lượng thi hành án vài tháng sau cuộc biểu tình trên quảng trường Thiên An Môn. Trong quyển sách Red China Blues: My Long March from Mao to Now, tác giả Jan Wong viết rằng người đàn ông này vẫn sống nhưng ẩn danh tại lục địa Trung Quốc. Những dư luận khác cho biết những người đã kéo người đàn ông này khỏi đường đi của những chiếc xe tăng không phải là cảnh sát ngầm, mà là những người dân có liên quan.
Câu chuyện của một nhân chứng tận mắt những sự kiện này được công bố vào tháng 10 năm 2005 bởi Charlie Cole, phóng viên ảnh cho tạp chí Newsweek vào thời đó đã chỉ ra rằng người đàn ông này đã bị bắt ngay sau đó bởi lực lượng an ninh nhân dân Trung Quốc.
Chính quyền Trung Quốc không đề cập nhiều đến sự kiện này và người đàn ông liên quan. Trong một cuộc phỏng vấn vào năm 1990 với Barbara Walters, Giang Trạch Dân, Tổng bí thư Đảng Cộng sản Trung Quốc, đã nói rằng ông ta không nghĩ rằng người đàn ông này đã bị giết.
Theo thông tin từ một người không rõ tên tuổi đăng trên tờ The Epoch Times, người biểu tình vô danh vẫn còn sống, anh đã ẩn náu tại Trung Quốc trong 3 năm 9 tháng sau khi sự việc diễn ra, và hiện đang định cư tại Đài Loan, đồng thời khẳng định người biểu tình này là một chuyên gia khảo cổ học Trung Quốc.

## Nổi tiếng thế giới và kiểm duyệt
Tuy hình ảnh người vô danh đứng chắn hàng xe tăng đã trở thành biểu tượng của sự kiện Quảng trường Thiên An Môn 1989 trên toàn thế giới, nó hầu như không được người Trung Quốc biết đến, đặc biệt là ở tầng lớp trẻ tuổi Trung Quốc. Bức ảnh về sự phản kháng trên mạng bị chặn bởi Dự án Giáp vàng, dự án kiểm duyệt và giám sát qua hệ thống tường lửa internet do Bộ Công an trực thuộc chính phủ Đảng Cộng sản Trung Quốc điều hành. Một vài năm sau đó, cho đến khi những sinh viên chưa tốt nghiệp của Đại học Bắc Kinh từng ở nơi vụ việc diễn ra tung ra những bản sao hình ảnh, người dân "mới thực sự trở nên hoang mang." Một trong những sinh viên cho rằng bức hình là một tác phẩm thủ thuật vi tính. Phim tài liệu Frontline: The Tank Man cũng có đề cập đến cảnh người biểu tình vô danh nói nhỏ với người sinh viên bên cạnh rằng "89", điều này có thể cho thấy hiểu biết của anh về sự việc đang diễn ra.
Một giả thuyết khác về người biểu tình vô danh (nếu vẫn còn sống) cho rằng anh ta không biết gì về sự nổi tiếng quốc tế của mình.

## Các phiên bản hình ảnh
Bốn nhà nhiếp ảnh đã xoay xở để ghi lại sự kiện này lên phim và đưa hình ảnh họ chụp xuất bản sau khi sự kiện Thiên An Môn kết thúc. Ngày 4 tháng 7 năm 2009, một nhiếp ảnh gia khác đưa ra hình ảnh chụp từ tầm nhìn dưới đất của vụ việc.
Bức ảnh về sự kiện này được dùng phổ biến nhất là do Jeff Widener của thông tấn xã Hoa Kỳ lớn nhất thế giới Associated Press chụp, từ ban công tầng 6 của Khách sạn Bắc Kinh, cách khoảng 800 m từ nơi diễn ra vụ việc, trong tình trạng đang bị thương và bị cảm. Bức ảnh được chụp bằng máy Nikon FE2 sử dụng một ống kính Nikkor 400mm 5.6 ED IF và bộ tăng tiêu cự ống kính TC-301. Bị thiếu phim, một người bạn của anh đã nhanh chóng lấy một cuộn phim màu âm bản mới, giúp anh thực hiện được việc chụp ảnh. Dù anh ta lo ngại rằng những bức hình của anh chất lượng không tốt, hình ảnh anh chụp đã được dùng để đăng tải trên một lượng lớn các tờ báo trên khắp thế giới, và được cho rằng từng xuất hiện trên trang nhất của tất cả các tờ báo châu Âu.
Một phiên bản khác do Stuart Franklin của tổ chức nhiếp ảnh quốc tế Magnum Photos chụp từ tầng 5 của Khách sạn Bắc Kinh. Hình ảnh anh chụp có tầm nhìn rộng hơn của Widener, cho thấy nhiều xe tăng ở xa hơn. Cuộn phim của anh đã được một sinh viên Pháp lén đưa ra khỏi Trung Quốc bằng cách giấu trong một hộp trà.
Charlie Cole, phóng viên tạp chí tin tức hàng tuần ấn bản tại Thành phố New York Newsweek, đứng trên cùng ban công như Stuart Franklin, đã giấu cuộn phim về người biểu tình chắn xe tăng trong nhà vệ sinh của Khách sạn Bắc Kinh, hy sinh một cuộn phim không sử dụng và hình ảnh những người biểu tình bị thương chưa được tráng rửa sau khi cơ quan công an đột kích vào phòng của ông, phá hủy hai cuộn phim trên và buộc ông phải ký một lời thú tội. Cole đã lấy cuộn phim và gửi đến tạp chí Newsweek. Ông đã giành một Giải thưởng Báo chí Thế giới về bức ảnh tương tự mà đến năm 2003 được xếp vào danh sách "100 bức ảnh làm thay đổi thế giới" của tạp chí Life.